# Tóth Mihály (baptista lelkész)
Tóth Mihály (Nagyszalonta, 1836. szeptember 24. – 1931. május 1.) magyar baptista lelkész.

## Élete
Nagyszalontán született. Magas termete miatt Nagy Tóth Mihálynak is nevezték.1861-ben kötött házasságot Tatár Szilágyi Sárával. Tóth Mihály korán kapcsolatba került a Lajos János házánál alakult gyülekezettel, s annak alapító tagjai között tért meg. 1876. május 6-án merítkezett be feleségével együtt Meyer Henrik által.
Lelki szolgálatait a nagyszalontai gyülekezetben kezdte el. 1877. november 11-én Meyer Henrik és Fritz Oncken diakónussá, majd négy év múlva, 1881. június 6-án vénné avatták Kornya Mihállyal együtt. Úttörő körzeti lelki munkásságának első időszakában, 1893-1903 között 179-szer tartott bemerítést. Körzete a következő hét megyére terjedt ki: Arad, Bihar, Békés, Csanád, Csongrád, Temes és Krassó-Szörény. 83 éves koráig körzeti prédikátorként munkálkodott.
Lelki munkásságának egész ideje alatt, mintegy: 6000 lelket merített be. 1893-1918 között a Szabad Baptista Szövetség elnökségében töltött be döntő szerepet. Csak 83 éves korában vonult vissza körzeti elöljáróságából. Ez időtől kezdve még sokáig végzett szolgálatot a helyi gyülekezetben, Nagyszalontán. 1931-ben Erdélyben és Magyarországon mintegy 40000 bemerített tagja volt annak a közösségnek, amelyet 1875-ben alapítottak Nagyszalontán.
95 éves korában, 1931. május 1-jén hunyt el.

## Munkássága
Tóth Mihály lényegében csak 1893-tól végzett teljesen önálló munkát. Munkája ettől kezdve azonban óriásivá növekedett. Fogalmat alkothatunk erről azoknak az anyakönyveknek az alapján, amelyeket Meyer Henrik intézkedése nyomán az általa végzett bemerítésekről és a kerületéhez tartozó gyülekezetekről vezetett. Ezeket az anyakönyveket Kirner A. Bertalan 1943-ban a régi Tóth-ház padlásán fedezte fel. Ez anyakönyvek szerint Tóth 1893-1905 között (csak erről az időről szólnak az anyakönyvek) 179 alkalommal végzett bemerítést. Ez idő alatt 724-ről kb. 2500-ra szaporodott kerületében a tagok száma.
Természetesen ezek az eredmények nem kizárólag Tóth Mihály munkájának köszönhetők. övé volt a munka terhe, de kiváló munkatársak is fejlődtek ki körülötte, akiket ö irányított. Elsősorban Domján Imrét kell kiemelnünk. Békésről három munkatársát is megemlíthetjük: Soós Istvánt, Polgár Jánost és Takács Jánost. Az ö munkálkodásuk nagyban hozzájárult ahhoz, hogy Békésen hamarosan Tóth Mihály kerületének legnépesebb gyülekezete alakult ki.
Tóth Mihályt szerény és visszahúzódó, vitákat kerülő embernek ismerték. Nem jelent meg az 1900-as békési konferencián, mert előre sejtette, hogy szakadással végződik. Kerületéből még az ország más részébe sem szívesen mozdult ki. Hiába hívta meg személyesen J. Clifford, a Baptista Világszövetség részéről 1911-ben a filadelfiai konferenciára, nem volt hajlandó elmenni. Tekintélytisztelő volt. Meyer Henriket, tanítómesterét, annak haláláig engedelmes szeretettel és tisztelettel vette körül. Erős konzervativizmusa rányomta bélyegét gyülekezeteire is.
Az 1900-as években utolérte a próféták sorsa: sok gyülekezete elfordult tőle, és a "fiatalok" újonnan alakított szövetségéhez, a későbbi "elismertekhez" csatlakoztak. Ez mérhetetlen fájdalommal töltötte el. Missziós lendületében ugyan nem törte meg, de a "másik táborral" szemben hosszú ideig ö volt a legkeményebb. Egy időben odáig ment, hogy azokat, akik az elismerteknél merítkeztek be és utána valamelyik gyülekezetéhez akartak csatlakozni, ismét bemerítette. Isten megadta néki azt a kegyelmet, hogy megérte a "két tábor" kibékülését, bár ö maga tevékenyen már nem vett részt benne. 1919-ben 83 éves korában, a sarkadkeresztúri körzeti gyűlésen átadta szolgálatát utódjának, Vass János testvérnek. A megbékélés pedig csak 1920-ban jött létre.
1931-ben, 95-éves korában hívta haza az Úr. Kimer A. Bertalan számítása szerint 5-6 ezer ember megtérésében munkálkodott közre. Bemerítésekor az egész országban kb. 40 tagja lehetett a baptista közösségnek, halálakor pedig ugyanazon a területen mintegy 40 ezer felnőtt, bemerített gyülekezeti tag dicsérte az Urat.